# Bayandi-Palogo
Ne doit pas être confondu avec Bayandi-Nabyiri ou Bayandi-Tanguin.
Bayandi-Palogo est une localité située dans le département de Ramongo de la province du Boulkiemdé dans la région Centre-Ouest au Burkina Faso.

## Géographie
La commune est traversée par la route nationale 14.

## Santé et éducation
Le village possède une école primaire publique.